# ريكاردو ريبيرو
ريكاردو آبرو ريبيرو (27 يناير 1990 في البرتغال - ) هو لاعب كرة قدم برتغالي في مركز حراسة المرمى. لعب مع إشتوريل برايا وموريرينسي ونادي أولهانينسي ونادي بيلينينسش ونادي الجبلين وAcadémico de Viseu F.C. ‏.

## وصلات خارجية
- ريكاردو ريبيرو على موقع قاعدة بيانات كرة القدم.إي يو (الإنجليزية)
- ريكاردو ريبيرو على موقع Soccerway.com (الإنجليزية)
- ريكاردو ريبيرو على موقع AS.com (الإسبانية)